# Messalina (Brunet)
Messalina (Messaline) è una statua di marmo realizzata dallo scultore francese Eugène-Cyrille Brunet nel 1884. L'opera è conservata al museo delle Belle Arti di Rennes.

## Descrizione
La scultura raffigura l'imperatrice consorte romana Valeria Messalina, moglie dell'imperatore Claudio. Secondo alcune leggende e testimonianze di autori romani come Gaio Plinio Secondo e Decimo Giunio Giovenale, Messalina conduceva una vita sregolata e fortemente lussuriosa, a tal punto che il suo nome è divenuto un sinonimo di "donna dissoluta". Si narra che ella si prostituisse nei bordelli facendosi chiamare Licisca e che abbia avuto molti amanti, l'ultimo dei quali fu il politico Gaio Silio, finché non venne assassinata per ordine di Claudio nel 48 d.C., proprio a causa della sua relazione con Silio.
La scultura raffigura Valeria Messalina distesa su un letto, mentre si stiracchia in un momento di riposo. La sua gamba destra è piegata, mentre la sinistra si allunga fino a raggiungere il bordo del materasso. Ella non indossa alcun indumento tranne per una specie di cintura che le copre la parte inferiore dei seni, lasciando scoperti i capezzoli. Il busto si inarca all'indietro, su dei cuscini, e anche la testa è piegata all'indietro, retta dalla mano sinistra. Il braccio destro, invece, ricade sul materasso.
Alcuni critici hanno notato come l'imperatrice sembri esausta, come in una frase con la quale Giovenale l'aveva descritta: lassata, viris nondum satiata, recessit ("stanca, ma non sazia di uomini, smise"). Ciò implicherebbe che Messalina si stia riposando dopo aver avuto un rapporto sessuale. Questo elemento erotico avvicina la scultura a un'altra celebre statua francese che raffigura una donna nuda sdraiata, la Donna morsa da un serpente di Auguste Clésinger, esposta al Salone di Parigi nel 1847. Quest'opera aveva causato uno scandalo per il realismo dell'anatomia del soggetto e per la somiglianza dell'espressione della donna con quella del culmine di un orgasmo. È quindi probabile che Brunet si sia ispirato all'opera di Clésinger per dare forma a questa statua fortemente erotica.

## Galleria d'immagini

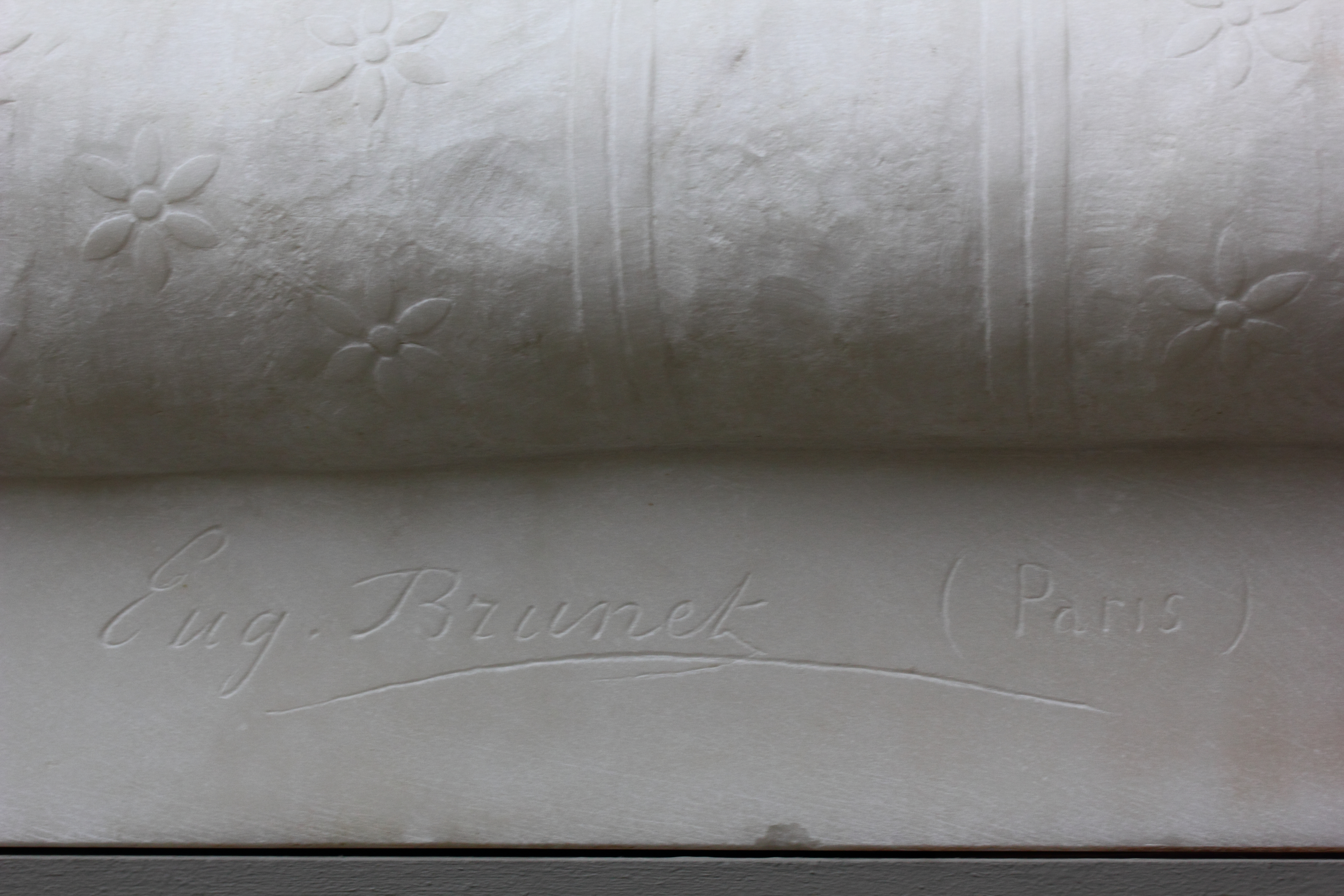
La firma di Eugène-Cyrille Brunet.
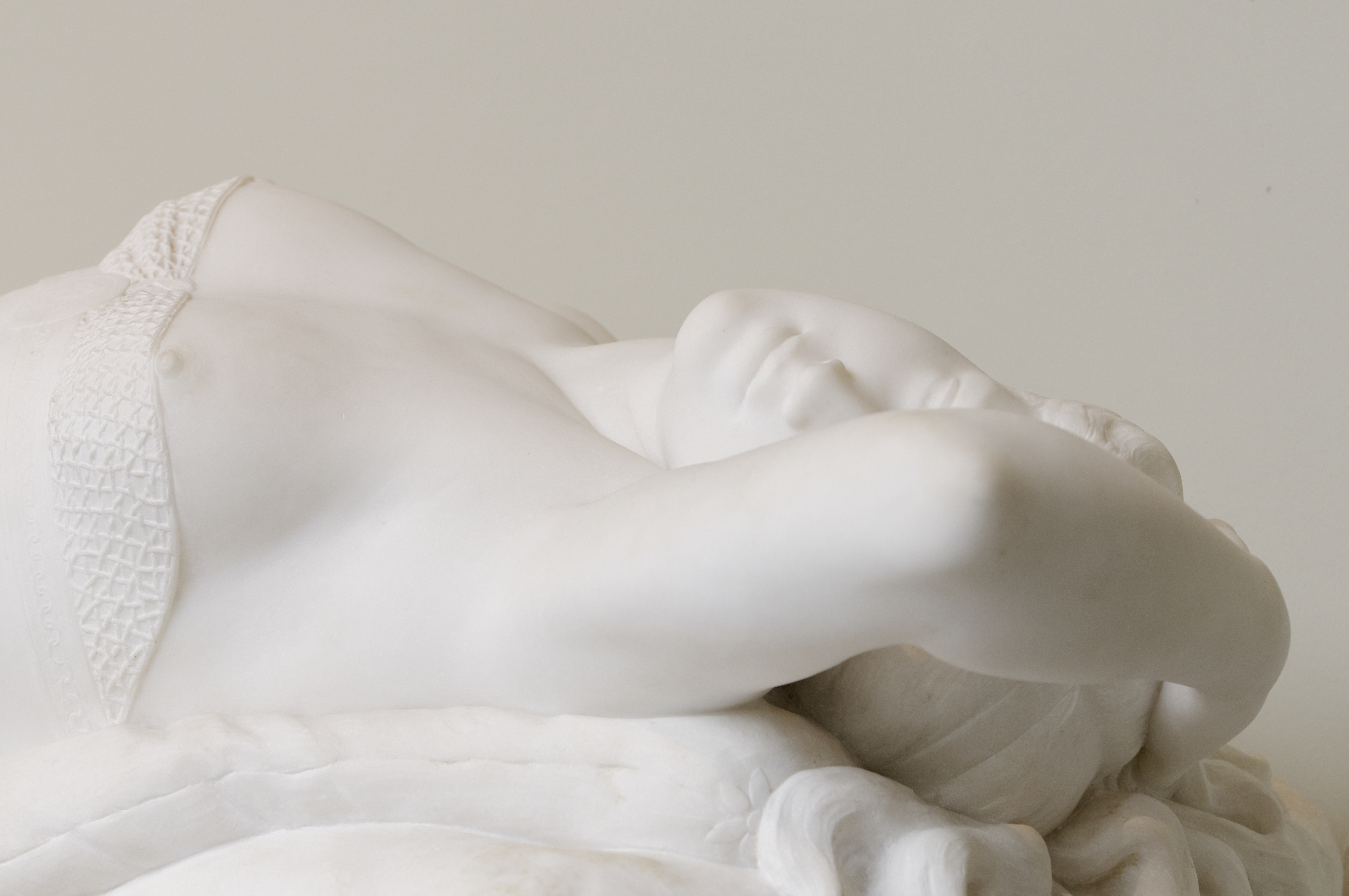
Un dettaglio del volto dell'imperatrice.
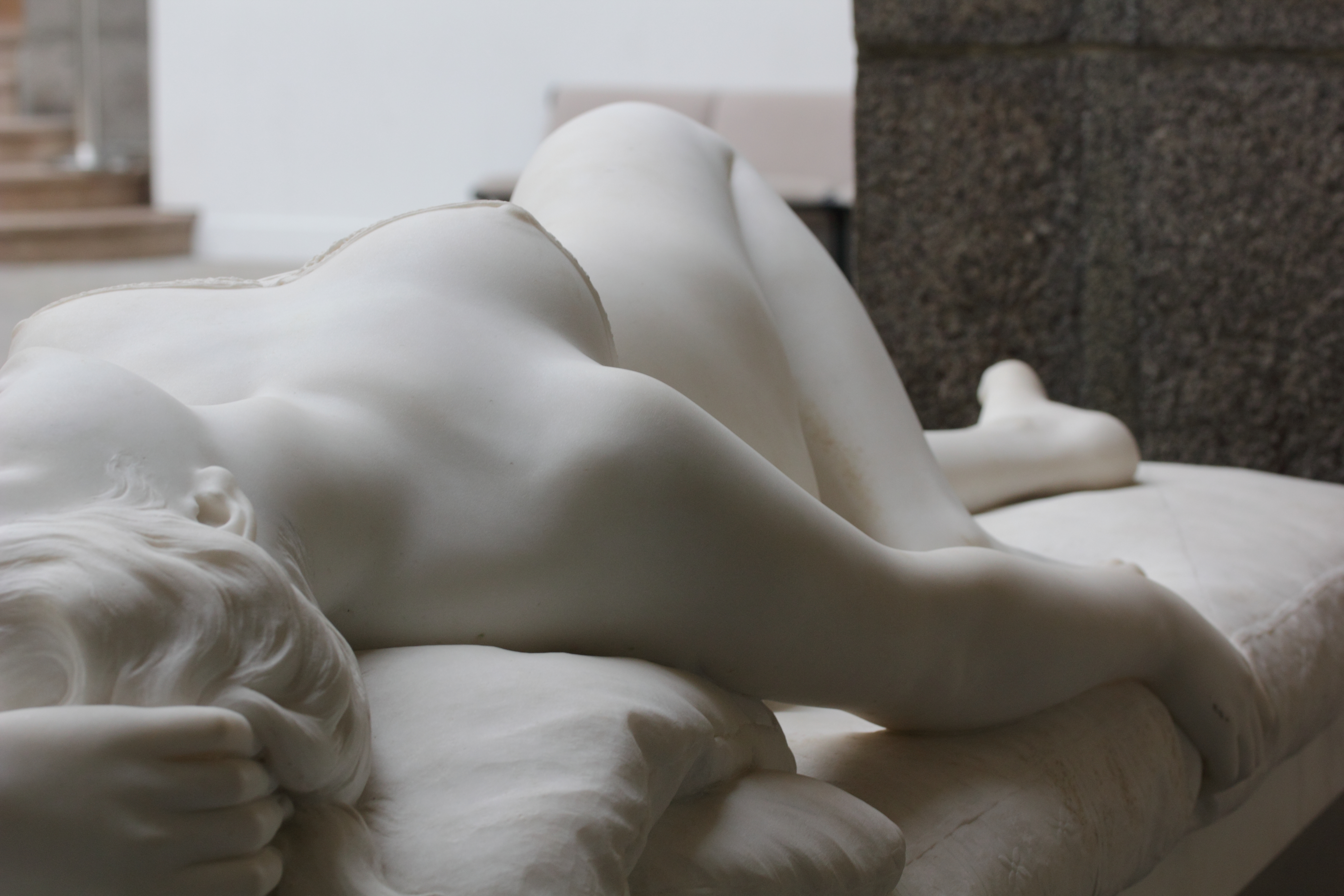
Un dettaglio del braccio destro.